# Nicole Boegman
Nicole Boegman (Nicole Jane Boegman, in erster Ehe Staines, in zweiter Ehe Boegman-Stewart; * 5. März 1967 in Sydney) ist eine ehemalige australische Weitspringerin.
1985 wurde sie Fünfte bei den Hallenweltspielen in Paris. Bei den Commonwealth Games 1986 in Edinburgh und bei den Weltmeisterschaften 1987 in Rom wurde sie jeweils Achte, bei den Olympischen Spielen 1988 in Seoul Fünfte und beim Weltcup 1989 Dritte.
1991 wurde sie Sechste bei den Hallenweltmeisterschaften in Sevilla und schied bei den Weltmeisterschaften in Tokio in der ersten Runde aus. Bei den Olympischen Spielen 1992 in Barcelona gelang ihr in der Qualifikation kein gültiger Versuch.
Einem siebten Platz bei den Weltmeisterschaften 1993 in Stuttgart folgte 1994 ein Sieg bei den Commonwealth Games in Victoria. 1995 wurde sie Vierte bei den Hallenweltmeisterschaften in Barcelona und schied bei den Weltmeisterschaften in Göteborg in der Qualifikation aus. Bei den Olympischen Spielen 1996 in Atlanta kam sie auf den siebten Platz.
1998 gewann sie Bronze bei den Commonwealth Games in Kuala Lumpur, und 1999 wurde sie Neunte bei den Weltmeisterschaften in Sevilla.
Siebenmal wurde sie Australische Meisterin im Weitsprung (1987, 1988, 1992–1995, 1998) und einmal im Dreisprung (1993).
Kurzzeitig war sie mit dem englischen Langstreckenläufer Gary Staines verheiratet. Nach ihrer aktiven Karriere heiratete sie den Dreispringer Alex Stewart.

## Bestleistungen
- Weitsprung: 6,87 m, 14. August 1988, Gateshead
  - Halle: 6,81 m, 12. März 1995, Barcelona
- Dreisprung: 13,28 m, 26. Januar 1995, Adelaide